# Taipei-traktaten
Den kinesisk-japanske fredstraktat (kinesisk: 中 日 和平 條約; japansk: 日 華 平和 条約), almindeligvis kendt som Taipei-traktaten (kinesisk: 台北 和約), var en fredsaftale mellem Japan og Republikken Kina underskrevet i Taipei på Taiwan den 28. april 1952 med ikrafttræden den 5. august samme år. Fredstraktaten markerede den formelle slutning af anden kinesisk-japanske krig (1937-1945). Denne traktat var nødvendig, fordi hverken Republikken Kina eller Folkerepublikken Kina blev opfordret til at undertegne San Francisco-traktaten på grund af uenigheder fra andre lande om, hvilken regering der var den legitime regering for Kina under og efter den kinesiske borgerkrig. Under pres fra USA undertegnede Japan en særskilt fredsaftale med Republikken Kina for at bringe krigen mellem de to stater til en formel ende med en sejr for Republikken Kina. Selv om Republikken Kina selv ikke deltog i San Francisco-fredskonferencen på grund af genoptagelsen af den kinesiske borgerkrig efter 1945, svarer denne traktat stort set til San Francisco-traktaten. I særdeleshed afstod Republikken Kina fra modydelser til Japan i denne traktat med hensyn til artikel 14(a).1 i San Francisco-traktaten.
Taipei-traktaten blev ophævet ensidigt af den japanske regering den 29. september 1972.

## Sammendrag af traktaten
Taipei-traktaten er i høj grad knyttet til betingelserne i San Francisco-traktaten, idet den tilsiger, at Japan i San Francisco-traktaten afstod al ret og alle krav vedrørende øen Taiwan, Pescadores, Spratlyøerne, Og paraceløerne.

### Nøgleartikler

#### Artikel 2
"Det erkendes, at Japan i henhold til artikel 2 i fredstraktaten med Japan, undertegnet i San Francisco i USA den 8. september 1951 (i det følgende benævnt San Francisco-traktaten), har Japan afstået al ret, titel og krav på Taiwan (Formosa) og Penghu (Pescadores) samt Spratlyøerne og Paraceløerne."

#### Artikel 3
"Beskyttelse af ejendomsretten for Japan og dets statsborgere i Taiwan (Formosa) og Penghu (Pescadores) og deres krav, herunder gæld, over for myndighederne i Republikken Kina på Taiwan (Formosa) og Penghu (Pescadores) og dennes indbyggere og dispositionen i Japan af sådanne myndigheders og beboers ejendom og deres fordringer, herunder gæld mod Japan og dets statsborgere, er underlagt særlige bestemmelser mellem Republikken Kinas regering og Japans regering. Begreberne statsborgere og beboere omfatter, når de anvendes i nærværende traktat, juridiske personer."

#### Artikel 4
"Det erkendes, at alle traktater, konventioner og aftaler indgået før 9. december 1941 mellem Kina og Japan er blevet ugyldige som følge af krigen."

#### Artikel 9
"Republikken Kina og Japan vil bestræbe sig på så hurtigt som muligt at indgå en aftale om regulering eller begrænsning af fiskeri og bevarelse og udvikling af fiskeri på det åbne hav."

#### Artikel 10
"I den foreliggende traktat anses statsborgere i Republikken Kina for at omfatte alle indbyggere og tidligere indbyggere i Taiwan (Formosa) og Penghu (Pescadores) og deres efterkommere, der er af kinesisk nationalitet i overensstemmelse med de love og forskrifter, der er eller måtte blive truffet herpå, håndhæves af Republikken Kina i Taiwan (Formosa) og Penghu (Pescadores), og juridiske personer i Republikken Kina anses for at omfatte alle dem, der er registreret i henhold til love og administrative bestemmelser Som efterfølgende er blevet håndhævet af Republikken Kina i Taiwan (Formosa) og Penghu (Pescadores)."

## Forholdet til San Francisco-traktaten

### Direkte henvisninger
I to artikler gør Taipei-traktaten direkte henvisninger til San Francisco-fredsaftalen, der blev undertegnet og ratificeret af de fleste allierede med Japans regering i 1951 og 1952.
Artikel 2 er en bekræftelse på afkald på Japans krav på Taiwan og Pescadores samt til økæderne i Paraceløerne og Spratlyøerne i Det Sydkinesiske Hav.

## Anvendelse af traktaten
Japanske advokater har fremført argumentet, at med bestemmelserne i Taipei-traktaten og den efterfølgende kinesisk-japan-fælleskommunike afstod kinesiske statsborgere fra deres ret til at søge erstatning fra den japanske regering eller selskaber hjemmehørende i Japan.

## Opsigelse af traktaten
Taipei-traktaten blev ophævet af den japanske regering den 29. september 1972 i forbindelse med oprettelsen af formelle diplomatiske forbindelser med Folkerepublikken Kina via det fælles communiqué fra Japans regering og regeringen for Folkerepublikken Kina.